# آسیب‌پذیر

جایگاه آسیب‌پذیری در کنار دیگر وضعیت‌ها.

گونه آسیب‌پذیر  یکی از رده‌های  IUCN دربارهٔ وضعیت حفاظت جانوران است که یک رده پایین‌تر از در معرض خطر و یک رده بالاتر از نزدیک تهدید قرار دارد. برچسب گونه آسیب‌پذیر به آن معنا است که در صورتی که وضعیت گونه مورد بررسی و عوامل تهدیدکننده آن بهبود نیابند، گونه در آینده در معرض خطر خواهد بود.
آسیب‌پذیری بیشتر به دلیل از میان رفتن قلمرو یا نابودی زیستگاه پدید می‌آید.

## نمونه‌هایی از گونه‌های آسیب‌پذیر
- سمندر آذربایجانی

- اسب آبی

- کومودو

- زرافه
- پاندا
- آلباتروس سلطنتی جنوبی
- خرس قطبی
- پلنگ ایرانی
- شیر